# حوث (عمران)

تعديل مصدري - تعديل

حوث هي مدينة ومركز مديرية حوث بمحافظة عمران اليمنية، بلغ تعداد سكانها 6421 نسمة حسب الإحصاء الذي أجري عام 2004.

## أعلام
- نشوان الحميري